# Shivamogga (Distrikt)
Der Distrikt Shivamogga (Kannada: ಶಿವಮೊಗ್ಗ ಜಿಲ್ಲೆ), vor 2014 Shimoga, ist ein Distrikt des indischen Bundesstaates Karnataka. Verwaltungssitz ist die namensgebende Stadt Shivamogga.

## Geografie und Klima
Der Distrikt Shivamogga liegt im westlichen Zentralkarnataka. Nachbardistrikte sind Haveri im Nordosten, Davanagere im Osten, Chikkamagaluru im Süden, Udupi im Südwesten und Uttara Kannada im Nordosten. Der Distrikt Shivamogga unterteilt sich in die sieben Taluks Bhadravati, Hosanagara, Sagar, Shikarpur, Shivamogga, Sorab und Tirthahalli.

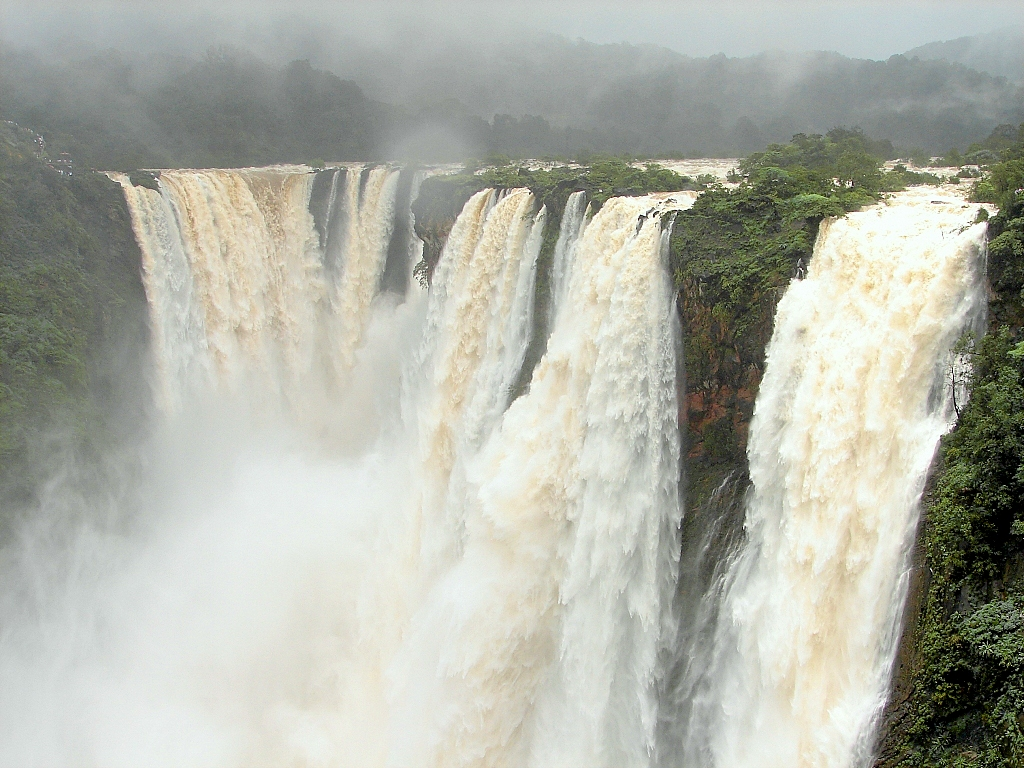
Die Jog-Fälle im Distrikt Shivamogga

Die Fläche des Distrikts Shivamogga beträgt 8.478 Quadratkilometer. Dabei hat der Distrikt hat Anteil an zwei landschaftlichen Großräumen: Ein kleinerer Teil im Osten gehört zur Region Maidan, dem zu Karnataka gehörigen Teil des Hochlands von Dekkan, und stellt sich als Hochebene mit einer Höhe von durchschnittlich 600 Metern dar. Der Rest des Distrikts gehört zur Bergregion Malnad und wird von den Westghats eingenommen, die den Dekkan zur Westküste hin abgrenzen. Der höchste Berg ist der Kodachadri mit 1343 Metern. Die Hänge der Westghats sind dicht bewaldet. Nach dem Waldbericht des indischen Umweltministeriums 2019 waren gut 50 % der Distriktfläche von Wald bedeckt (Durchschnitt Karnatakas: 20,1 %). Nach der Distriktstatistik 2017–18 wurden allerdings nur etwa ein Drittel der Fläche als Wald ausgewiesen.
Der Distrikt Shivamogga wird von mehreren Flüssen durchflossen, die in den Westghats entspringen. Beim Ort Kudali vereinigen sich Flüsse Tunga und Bhadra zum Tungabhadra, der ostwärts fließt und über den Krishna in den Golf von Bengalen entwässert. Der ebenfalls in den Westghats entstehende Sharavathi fließt dagegen nach Westen ins Arabische Meer. An seinem Flusslauf befinden sich die Jog-Fälle, mit 253 Metern der höchste Wasserfall Indiens.
Das Klima im Distrikt ist warm und regenreich. Der Jahresniederschlag lag im Distriktmittel im Zeitraum 1951–2000 bei 1811 mm und 85 Regentagen, mit erheblichen Unterschieden zwischen den einzelnen Taluks. Am regenreichsten war das westliche Taluk Hosanagara mit 3058 mm und 103 Regentagen, und am regenärmsten das östliche Taluk Bhadravathi mit 904 mm und 67 Regentagen.

## Geschichte
Die Geschichte des Gebiets, das heute den Distrikt Shivamogga ausmacht, lässt sich bis ins 3. Jahrhundert v. Chr. zurückverfolgen. Damals war es Teil des Großreichs der Maurya. Im 4. Jahrhundert n. Chr. wurde der Westteil des heutigen Distrikts Shivamogga von der Kadamba-Dynastie (siehe Talagunda), der Ostteil von den Ganga beherrscht. Danach kam das Gebiet unter die Herrschaft wechselnder Dynastien: Der Chalukya im 6. Jahrhundert, der Rashtrakuta im 8. Jahrhundert, der Ganga und wieder der Chalukya im 10. Jahrhundert und der Hoysala im 12. Jahrhundert. Nachdem das Hoysala-Reich im 14. Jahrhundert durch eine Invasion des Sultanats von Delhi zusammengebrochen war, kam das Gebiet von Shivamogga wenig später wie ein Großteil Südindiens unter die Herrschaft des Vijayanagar-Reiches.

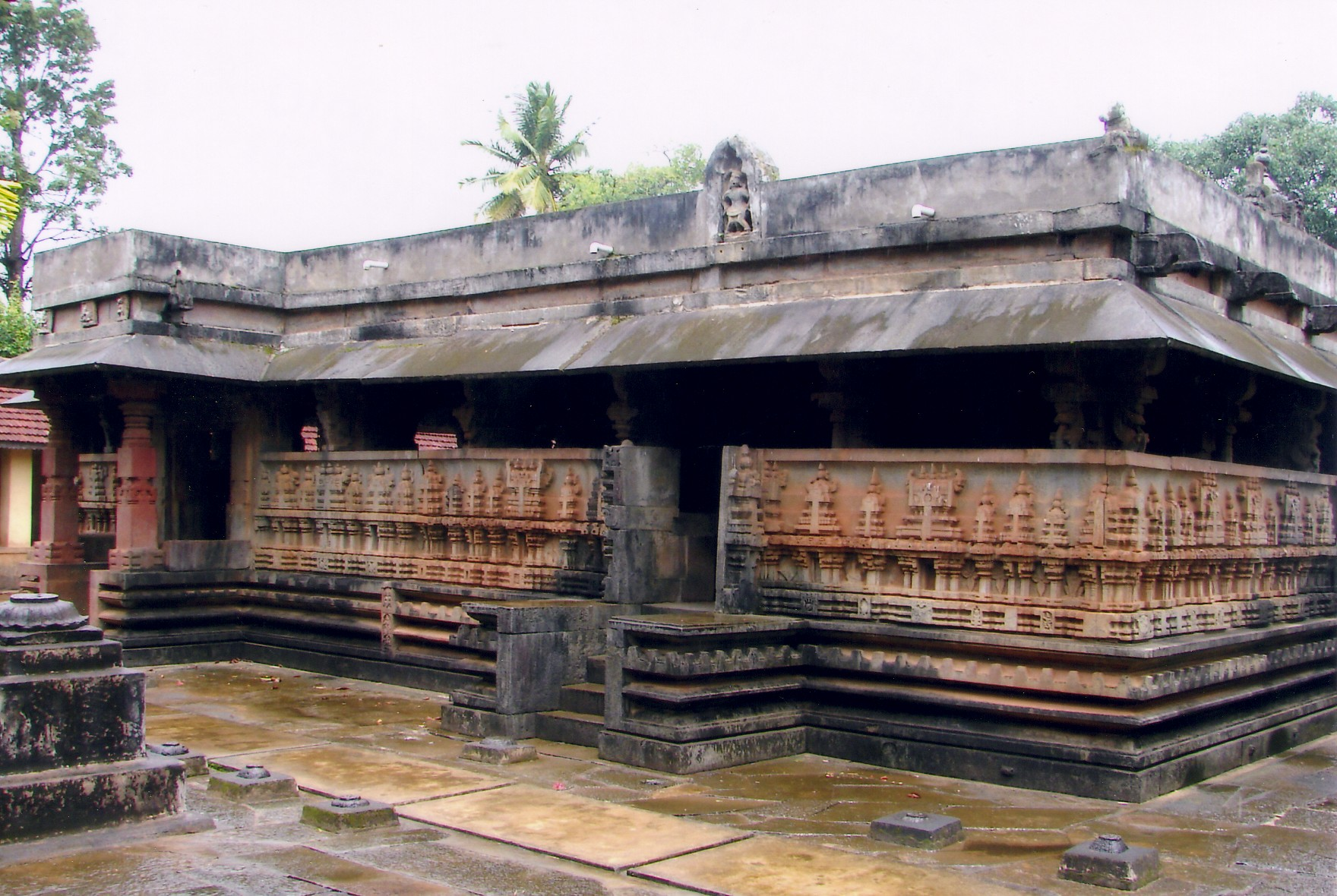
Der Rameshwara-Tempel von Keladi entstand unter der Herrschaft der Nayaks

Die Vijayanagar-Herrscher hatten in Keladi im heutigen Distrikt Shivamogga Militärstatthalter (Nayaks) eingesetzt. Nachdem das Vijayanagar-Reich 1565 nach der vernichtenden Niederlage gegen die Dekkan-Sultanate in der Schlacht von Talikota unterging, machten sich die Nayaks von Keladi, die ihre Hauptstadt zunächst nach Ikkeri und dann nach Bidnur verlegten, selbstständig. Unter dem Nayak-Herrscher Sivappa Naik, der 1645 den Thron übernahm, weiteten die Nayaks ihre Herrschaft auf die gesamte Küstenregion des heutigen Karnataka aus. Seine Nachfolger herrschten über das Gebiet, ehe Hyder Ali, der Herrscher von Mysore, 1783 Bednur eroberte und die Nayak-Herrschaft beendete.
Während der britischen Kolonialzeit war Mysore im 19. Jahrhundert ein nominell unabhängiger Fürstenstaat unter britischer Oberherrschaft. 1831 bis 1881 stand er unter direkter britischer Verwaltung. Shimoga wurde zu einem der Distrikte Mysores. Nach der indischen Unabhängigkeit kam der Distrikt 1956 im Zuge des States Reorganisation Act zu dem nach den Sprachgrenzen des Kannada neu geschaffenen Bundesstaat Mysore (seit 1973 Karnataka). Seit 2014 heißt er Shivamogga.

## Bevölkerung
Bei der indischen Volkszählung 2011 hatte der Distrikt Shivamogga 1.752.753 Einwohner. Zwischen 2001 und 2011 wuchs die Einwohnerzahl um 6,7 Prozent und damit deutlich langsamer als im Mittel Karnatakas (15,7 Prozent). Die Bevölkerungsdichte lag mit 207 Einwohnern pro Quadratkilometer unter dem Durchschnitt des Bundesstaates (319 Einwohner pro Quadratkilometer). 35,6 Prozent der Einwohner des Distrikts Shivamogga lebten in Städten. Der Urbanisierungsgrad lag damit nur wenig unter dem Mittelwert Karnatakas (38,6 Prozent). Die Alphabetisierungsrate lag mit 80,4 Prozent über dem Durchschnitt des Bundesstaates (75,6 Prozent).
Unter den Einwohnern des Distrikts Shivamogga stellten nach der Volkszählung 2011 Hindus mit 84,4 Prozent die Mehrheit. Daneben gab es eine größere Minderheit von Muslimen (13,4 Prozent) und eine kleine christliche Minderheit (1,5 Prozent). Neben dem Kannada, der Hauptsprache Karnatakas, ist unter der muslimischen Bevölkerung des Distrikts Shivamogga, wie in den meisten Teilen Karnatakas, das Urdu verbreitet. Im Taluk Shivamogga des Distrikts Shivamogga besitzt das Urdu aufgrund des hohen Bevölkerungsanteils seiner Sprecher den Status einer beigeordneten Amtssprache.

## Wirtschaft
Der Distrikt ist von der Landwirtschaft geprägt. Nach dem Zensus 2011 waren von den 780.598 als arbeitend registrierten Personen 204.493 als Bauern (agricultural cultivators) und weitere 246.464 als Landarbeiter (agricultural labourers) beschäftigt. 329.641 Arbeitende waren außerhalb der Landwirtschaft tätig. 15.087 Personen arbeiteten in Heimarbeit und 314.554 wurden als „andere Arbeitende“ klassifiziert. Im Jahr 2017–18 wurden 226.214 ha landwirtschaftlich genutzt, davon 25.068 ha mehr als einmal jährlich. Mehr als die Hälfte dieser Fläche wurde im Bewässerungsfeldbau bewirtschaftet. Angebaut wurden hauptsächlich Reis, Mais, Arecanüsse, Kokosnüsse, Sonnenblumen und Pfeffer. Die hauptsächlich produzierten Früchte waren Bananen, Ananas und Mangos.

## Natur

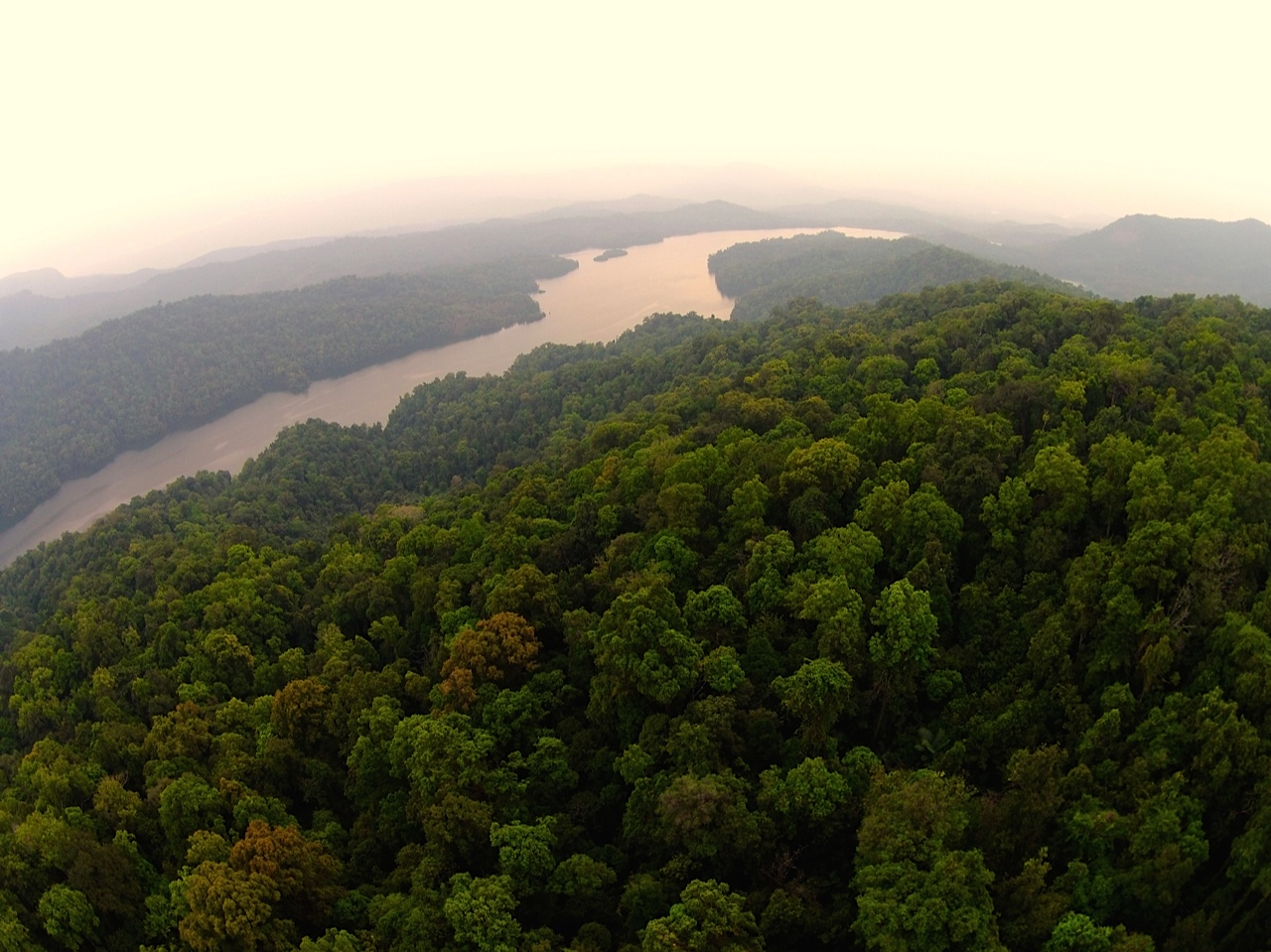
Sharavathi Valley

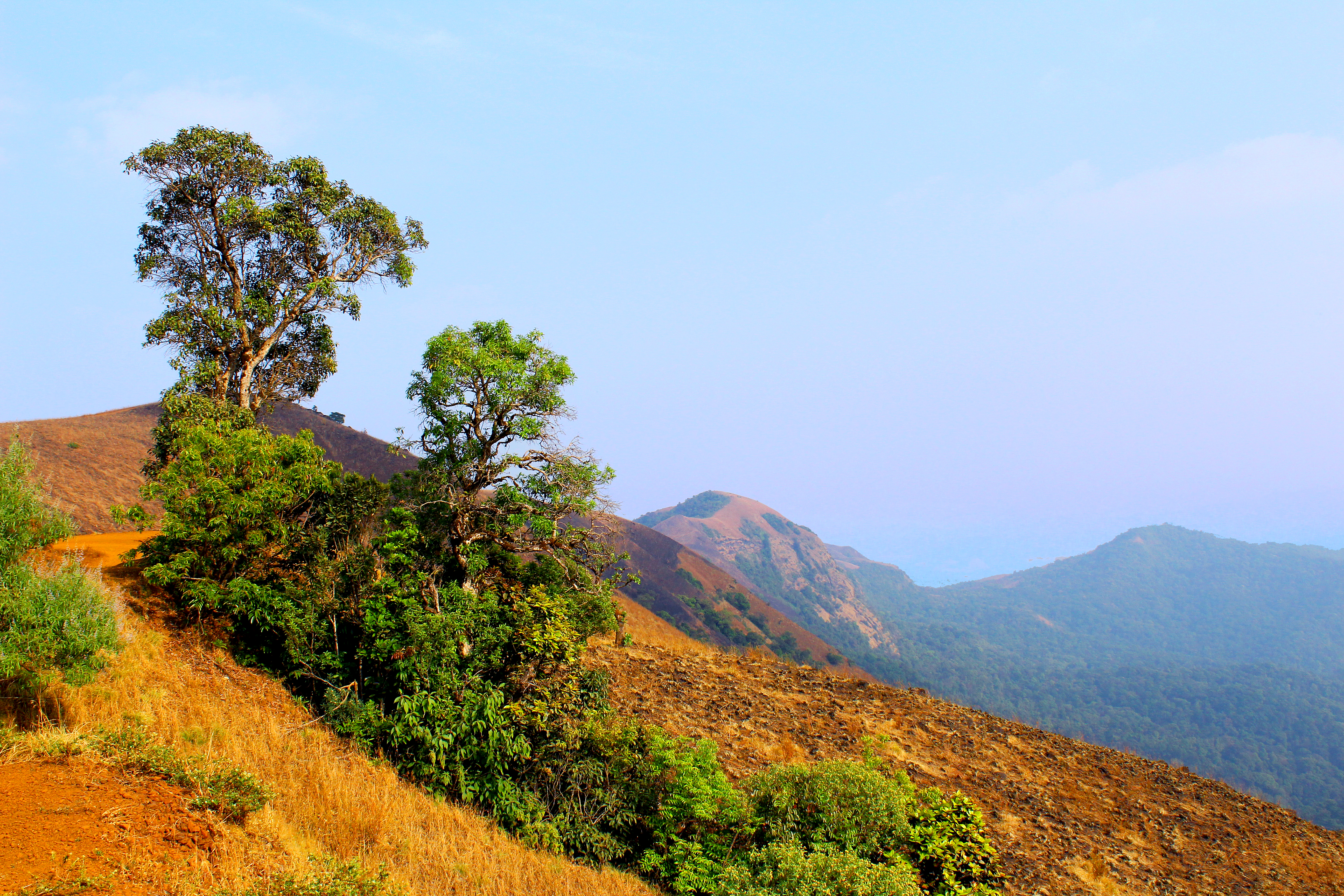
Berggipfel in Kodachari

Der Distrikt weist zahlreiche Naturschönheiten auf (Wasserfälle, Flusstäler, Bergwälder, Seen). In den Westghats liegt das 431,23 km² große Sharavathi-Valley-Naturreservat.

## Städte
| Stadt       | Einwohner (2001) |
| ----------- | ---------------- |
| Bhadravati  | 160.392          |
| Hosanagara  | 5.042            |
| Jog Falls   | 12.570           |
| Sagar       | 50.115           |
| Shikarpur   | 31.508           |
| Shivamogga  | 274.105          |
| Siralkoppa  | 14.501           |
| Sorab       | 7.424            |
| Tirthahalli | 14.806           |